# Young Australian Skeptics
Young Australian Skeptics (YAS) est une organisation australienne sceptique dont le principal objectif est d'aborder des sujets essentiels pour la science, la pensée critique et le scepticisme scientifique. Le groupe a publié un  Skeptical Blog Anthology Book dans Scientific American, et a été représenté dans les médias nationaux australiens et nord-américains, abordant avec scepticisme les théories du complot et discutant de sujets spécifiques entre jeunes membres du mouvement sceptique.

## Vue d'ensemble
L'organisation Young Australian Skeptics (YAS) a été fondée en 2008 par Elliot Birch. Son site Web fonctionne "en tant que blog expérimental de style communautaire" . Selon Scientific American, l'association est présentée comme « une affiliation de personnes sceptiques, principalement des étudiants, des scientifiques et des artistes vivant dans la ville de Melbourne ». Le groupe s'adresse spécifiquement aux jeunes, définis comme des personnes "de l'école secondaire jusqu'à la fin de la vingtaine", selon le rédacteur en chef Jack Scanlan.
En 2009, les Young Australian Skeptics ont lancé un projet consistant à compiler une liste de blogs sceptiques, incluant initialement "des entrées de blog postées entre le 1er janvier et le 1er décembre 2009", selon un article de Skeptical Inquirer publié en 2009. En 2012, le Skeptical Blog Anthology book a été mis à disposition sous forme de recueil d'articles et d'essais, sous la direction de Kylie Sturgess .
Les jeunes sceptiques australiens ont joué un rôle de premier plan dans la promotion des activités des groupes de la Freethought University Alliance à The Amazing Meeting Australia 2010 (TAMOz), interrogeant des "leaders actuels du scepticisme tels que Eugenie C. Scott et Simon Singh ", comme indiqué dans Skeptical Inquirer par Sturgess.

## Apparitions dans les médias
Un épisode de l'émission de radio Skeptically Speaking de mai 2010, basé à Edmonton, au Canada, mettait en vedette Jack Scanlan, Elliot Birch et Jason Ball, des jeunes sceptiques australiens. En dialogue avec Desiree Schell, les représentants de la YAS ont discuté des problèmes auxquels sont confrontés les jeunes membres du mouvement sceptique, notamment de leur rôle dans la grande communauté sceptique et de leurs pairs plus crédules .

## Publications
Skeptical Blog Anthology  (Kylie Sturgess (ed.)), Young Australian Skeptics, 16 août 2012

## Voir également
- Australian Skeptics
- Pseudoscience
- Scepticisme scientifique
- Scepticisme (philosophie)